# 유대 철학
유대 철학(Jewish philosophy, 히브리어: פילוסופיר יאודית)은 유대인이 수행하거나 유대교와 관련된 모든 철학을 포함한다. 현대 하스칼라(유대 계몽주의)와 유대 해방 이전까지 유대 철학은 일관적인 새로운 사상을 랍비 유대교의 전통과 조화시키려는 시도에 몰두하여, 반드시 유대인이 아닌 창발 사상을 독특한 유대 학문 틀과 세계관으로 조직했다. 세속 교육을 받은 유대인들은 현대 사회에 적응하면서 그들이 지금 처해 있는 세계의 요구에 부응하기 위해 완전히 새로운 철학을 받아들이거나 발전시켰다.
10세기 바빌로니아 학파의 게오님 사이에서 고대 그리스 철학이 중세에 재발견되면서 합리주의 철학이 성경-탈무드 유대교에 유입되었다. 이 철학은 일반적으로 카발라와 경쟁 관계에 있었다. 비록 스콜라적 합리주의의 쇠퇴가 유대인들을 카발라적 접근 방식으로 이끌었던 역사적 사건과 동시에 일어났음에도 불구하고 두 학파 모두 고전 랍비 문학의 일부가 되었다. 아슈케나즈 유대인의 경우, 18세기 이후 해방과 세속 사상과의 만남은 철학을 보는 방식을 변화시켰다. 아슈케나즈와 스파라드 유대인 공동체는 나중에 서유럽보다 세속 문화와 더 양면적인 상호 작용을 했다. 현대성에 대한 다양한 반응 속에서 유대 철학적 사상은 신흥 종교 운동 전반에 걸쳐 발전했다. 이러한 발전은 중세 랍비 철학의 정경과 유대인 사상의 다른 역사적 변증법적 측면의 연속 또는 단절로 볼 수 있으며, 철학적 방법에 대한 다양한 현대 유대인의 태도를 가져왔다.

## 같이 보기
- 대우주와 소우주